# Guihaia
Genre
Classification phylogénétique
Espèces de rang inférieur
- Guihaia argyrata
- Guihaia grossifibrosa
- Guihaia heterosquama
- Guihaia lancifolia

Guihaia est un genre de palmiers, des plantes de la famille des Arecaceae. On le trouve en Chine et au Viêt Nam. Il contient quatre espèces :
- Guihaia argyrata
- Guihaia grossifibrosa
- Guihaia heterosquama[1]
- Guihaia lancifolia

## Classification
- Famille des Arecaceae
  - Sous-famille des Coryphoideae
    - Tribu des Trachycarpeae
      - Sous-tribu des Rhapidinae [2]

## Espèces
| Image | Nom                                                              | Distribution                                  |
| ----- | ---------------------------------------------------------------- | --------------------------------------------- |
|       | Guihaia argyrata (S.K.Lee & F.N.Wei) S.K.Lee, F.N.Wei & J.Dransf | Chine: Guizhou, Guangxi, Guangdong et Vietnam |
|       | Guihaia grossifibrosa (Gagnep.) J.Dransf., S.K.Lee & F.N.Wei     | Chine: Guangdong, Guangxi et Vietnam          |
|       | Guihaia heterosquama Xian Y.Li -                                 | Chine: Chongqing                              |
|       | Guihaia lancifolia K. W. Luo & F. W. Xing -                      | Chine: Guangxi,                               |